# 雙四角錐台
在幾何學中，雙四角錐台是一種雙錐台，其可以視為由兩個四角錐台底面和底面相接所組成的立體，或是雙四角錐被二個平行的平面所截位於二個平面中間的立體圖形。
每個雙四角錐台皆有8個梯形和2個四邊形底面。
雙正四角錐台是指底面為正方形的雙四角錐台，由於底面為正方形，因此又可以稱為雙正方錐台（Square Bifrustum）。雙正四角錐台具有4倍的柱體對稱性D4h，其為雙四角錐柱的對偶多面體。

## 結構
雙四角錐台共由10個面、20條邊和12個頂點所組成，在其10個面中，有8個梯形和2個四邊形底面；20條邊中有8個側面邊、4個中央邊和8個底面邊；12個頂點中有8個頂點是3個四邊形的公共頂點、4個頂點是4個四邊形的公共頂點。
雙四角錐台是雙四角錐柱的對偶多面體，也就是說，將一個雙四角錐柱面的幾何中心作為頂點，再將邊連接起來就可以構造出一個雙四角錐台。因此雙四角錐台可以歸類為詹森多面體的對偶多面體。此外，雙四角錐台也可以藉由將雙四角錐的上下兩個頂點切去來構造。正雙四角錐台則可以視為正八面體截去兩相對的頂點所構成的立體。

## 對偶多面體
雙四角錐台的對偶多面體是雙四角錐柱，是92種詹森多面體中的其中一個，其編號為J15，它可由一個正四角柱之兩個相對的底面各連接一個底面大小相同的四角錐面接合而成，與雙四角錐（即正八面體）有一定的相似程度。這92種詹森多面體最早在1996年由諾曼詹森命名並給予描述。
雙四角錐台的對偶為十二面體，具有12個面：8個三角形和4個正方形，20個邊和10個頂點。
| 雙四角錐台 的對偶多面體 | 對偶的展開圖 |
| ----------------------- | ------------ |
|                         |              |

## 相關多面體
雙四角錐台是由雙四角錐被二個平面所截所形成的立體，與其相關的平截頭體包括雙四角錐只被一個平面所截形成的四角錐台錐，與四角錐柱或四角錐以不同方式截出的平截頭體。

### 四角錐台
在幾何學中，四角錐台是一種錐台或平截頭體，四角錐台可以視作雙四角錐台的一半，但更精確的定義為一個四角錐被兩個平行平面所截後，位於兩個平行平面之間的立體。四角錐台雖與雙四角錐台相似，但擁有不同的對稱性，且其對稱性較雙四角錐台低，也不屬於任何一個詹森多面體的對偶多面體。
正四角錐台是指底面為正方形的四角錐台，由於底面為正方形，因此又可以稱為正方錐台。若一個正四角錐台下底邊長為a、上底底邊長為b、側面斜高為c，高為h，則這個正四角錐台體積V和表面積A為：
{\displaystyle V={\frac {1}{3}}h\left(a^{2}+ab+b^{2}\right)}
{\displaystyle A=a^{2}+b^{2}+2\left(\left(a+b\right)\times c\right)}
四角錐台與四角柱有相同的拓樸結構。
四角錐台可以透過切去四角錐的頂角來構造。在康威多面體表示法中，四角錐台可以藉由對四角錐使用「切去四階頂點」或「切去頂點圖為四邊形的頂點」的截角變換構造，即切去該立體所有頂點為四個多邊形的公共頂點之頂點，在康威多面體表示法中以 t4 表示，又因原像是四角錐，因此在康威多面體表示法中計為Y4。因此整個四角錐台在康威多面體表示法中計為t4Y4。